# Old Man of the Lake
L'Old Man of the Lake (traducibile in vecchio del lago) è un fusto d'albero, in origine appartenuto probabilmente a una tsuga, che galleggia verticalmente nel lago Crater, bacino vulcanico situato nell'omonimo parco nazionale in Oregon, negli Stati Uniti d'America. L'Old Man of the Lake, che si presume galleggi sulla superficie del lago dal 1896, non è radicato sul fondo e si muove liberamente sotto l'azione dei moti ondosi e del vento, motivo per cui i suoi movimenti sono impossibili da prevedere. Questo fattore costringe gli equipaggi delle imbarcazioni che navigano nel lago Crater a comunicarsi reciprocamente e periodicamente la posizione del moncone per questioni di sicurezza.

## Storia

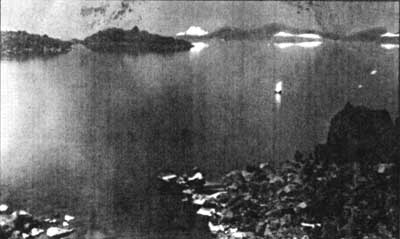
Fotografia di Silas Diller che ritrae l'Old Man of the Lake nel 1901 (il punto luminoso che appare al centro verso destra).

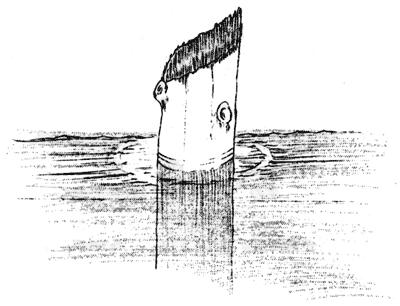
Schizzo del tronco (1938)

La prima persona a documentare la presenza dell'Old Man of the Lake fu Joseph Silas Diller, geologo giunto sul lago Crater verso la fine dell'Ottocento per misurarne la profondità. Secondo Diller, che realizzò i primi rilievi geologici del lago Crater nel 1902, l'Old Man of the Lake avrebbe iniziato a galleggiare sulla superficie del lago fra il 1883 e il 1896, anni in cui il geologo aveva esplorato l'area per la prima volta.
Inizialmente Diller ritenne che l'albero fosse radicato sul fondo e potesse costituire la prova che la superficie del lago Crater era aumentata nel tempo, ma in seguito capì che il moncone era mobile quando lo legò a un cavo e riuscì a trascinarlo per una breve distanza. Nel 1901 Diller notò che l'Old Man of the Lake si era spostato a 400 metri di distanza dal punto in cui l'aveva precedentemente avvistato. Allo stesso anno risale la prima fotografia conosciuta del tronco, che venne scattata sempre da Diller. Secondo quanto riferito dallo scienziato, la parte del tronco che emerge dalla superficie dell'acqua proietta la sua immagine sul lago "fornendo uno spettacolo capace di eccitare l'immaginazione".
Durante uno studio governativo sul tronco galleggiante nel lago Crater, si decise di registrare la posizione dell'Old Man of the Lake tra il primo luglio e il 30 settembre 1938. Le osservazioni fatte in questo periodo permisero di capire che il tronco era in grado di spostarsi, anche di molto e con una velocità sorprendente. Nell'arco del 1938 l'Old Man of the Lake percorse almeno 99,9 chilometri; gli spostamenti maggiori furono osservati nei giorni con vento e moto ondoso intensi.
Secondo una superstizione, l'Old Man of the Lake sarebbe in grado di controllare le condizioni meteorologiche: nel 1988 vennero condotte nel lago Crater delle esplorazioni sottomarine per studiare l'attività geotermica del lago e gli scienziati decisero di legare il tronco sulla riva orientale dell'isola Wizard, in quanto costituiva un potenziale pericolo. Dopo aver immobilizzato il tronco, il cielo divenne tempestoso ed iniziò anche a nevicare, nonostante fosse agosto. Al termine delle esplorazioni il tronco venne liberato e il tempo tornò improvvisamente sereno.
A partire dal 2012, l'Old Man of the Lake è divenuto un'attrazione durante le visite turistiche in barca.

## Descrizione

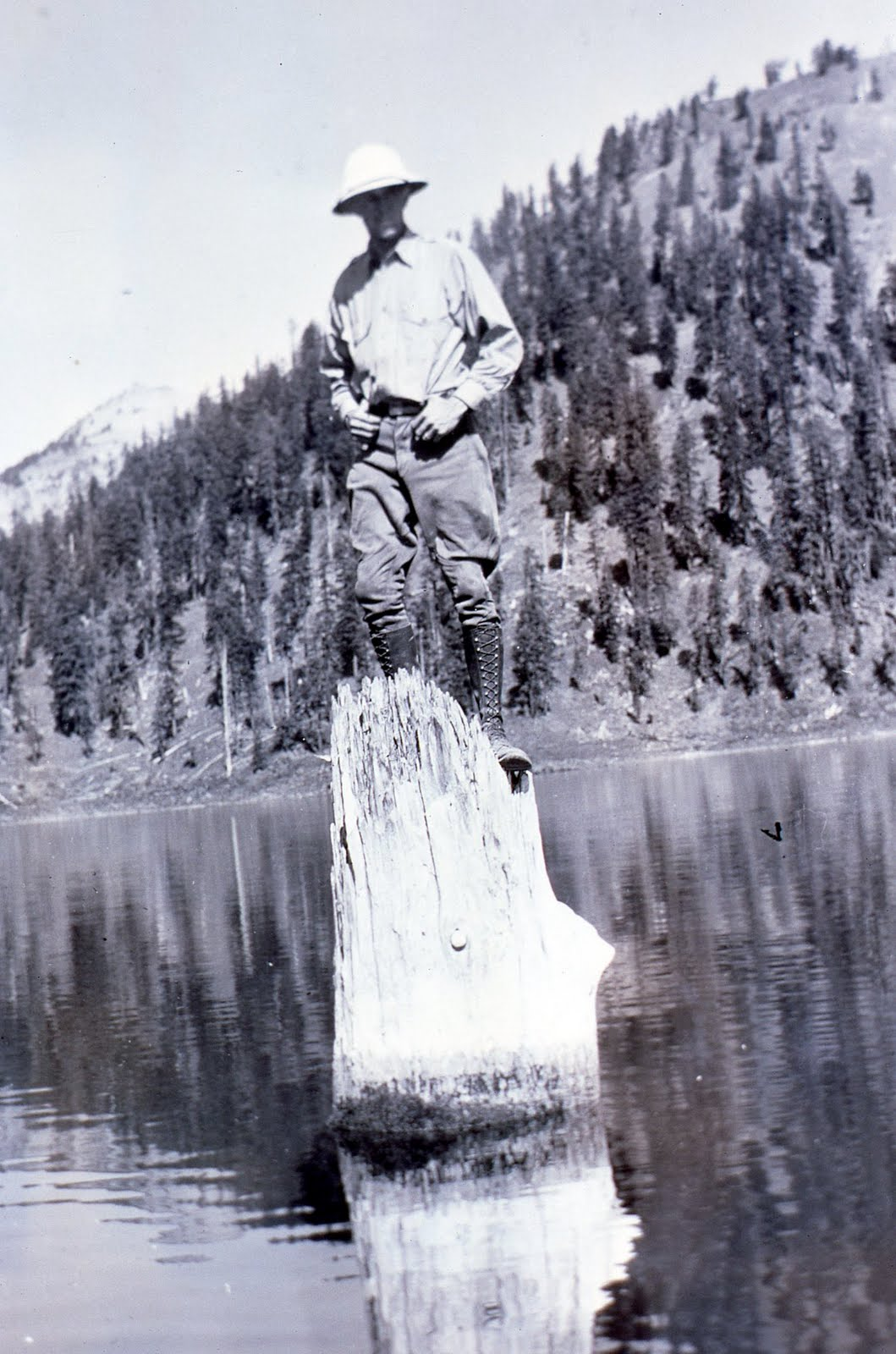
Le dimensioni del tronco galleggiante possono sorreggere una persona (immagine del 1938).

Il tronco è alto 9 metri, di cui 1,2 m emergono dalla superficie delle acque, e misura 61 cm di diametro. L'estremità esposta è scheggiata e consumata, ma larga e resistente abbastanza da sostenere il peso di una persona.
La superficie è stata sbiancata a causa della fotodegradazione solare. Grazie alle acque cristalline del lago (il Crater è uno dei bacini più limpidi in assoluto del mondo), l'intera sezione sommersa del tronco dell'albero può essere vista sotto la linea di galleggiamento. Da un esame del moncone realizzato col metodo del carbonio-14 è risultato che l'albero potrebbe avere almeno 450 anni, ma non è certo da quanto tempo esso stia galleggiando nel lago.
L'Old Man of the Lake è l'unico punto vicino alla superficie del lago Crater su cui prolifera il muschio del genere Fontinalis, che cresce nel lago ad una profondità di 120 metri.

## Spiegazione del fenomeno
Rimane un mistero il come l'Old Man of the Lake riesca a galleggiare senza rimanere impregnato d'acqua. Secondo la teoria più diffusa, l'albero potrebbe essere finito in acqua a causa di una frana dovuta forse alla forte pendenza del bordo del lago. Le rocce intrappolate fra le radici avrebbero permesso al tronco di mantenere una posizione verticale. Quando le radici si erano ormai deteriorate e le rocce sprofondate, la parte immersa dell'Old Man of the Lake era ormai impregnata di acqua e la parte superiore si sarebbe alleggerita essiccando al sole, impedendo così al tronco di marcire del tutto. 
La bassa temperatura del lago avrebbe invece rallentato il processo di decomposizione.

## Galleria d'immagini

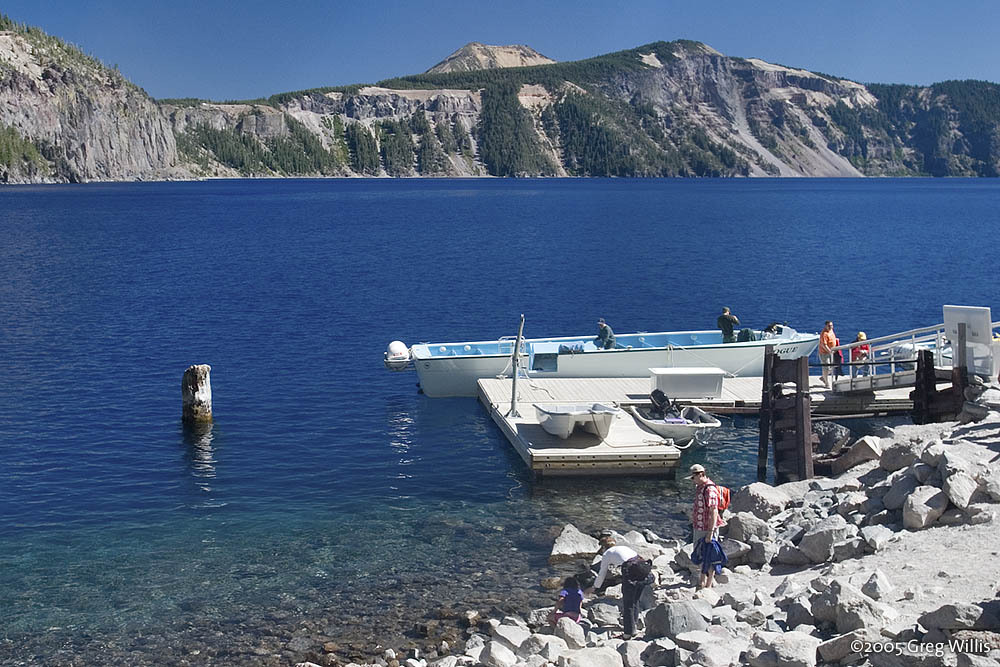
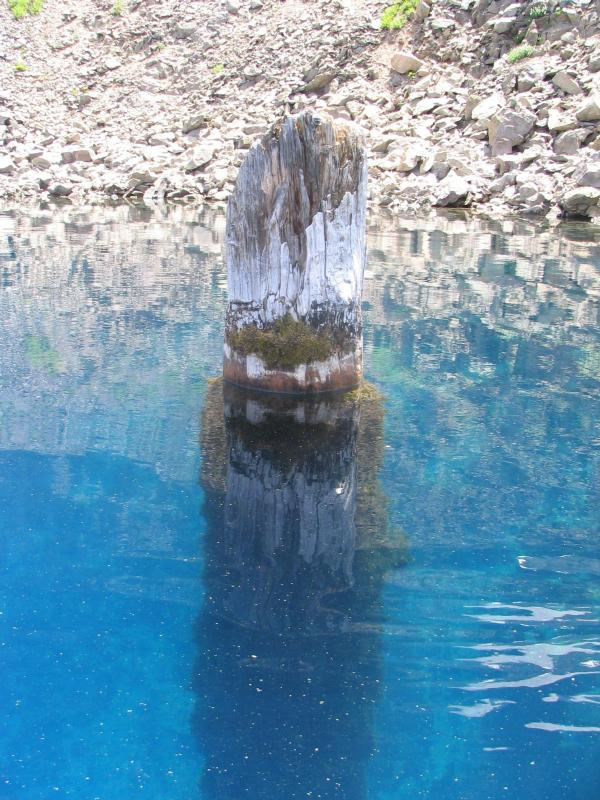
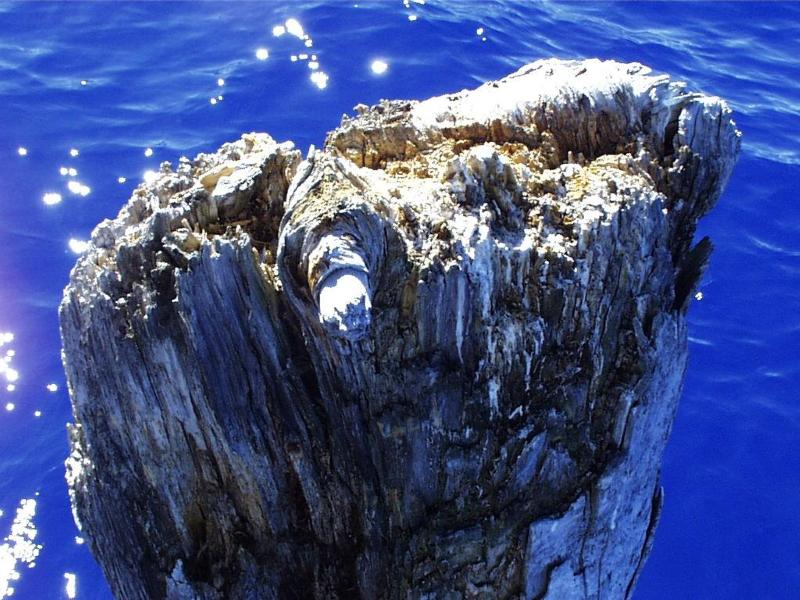
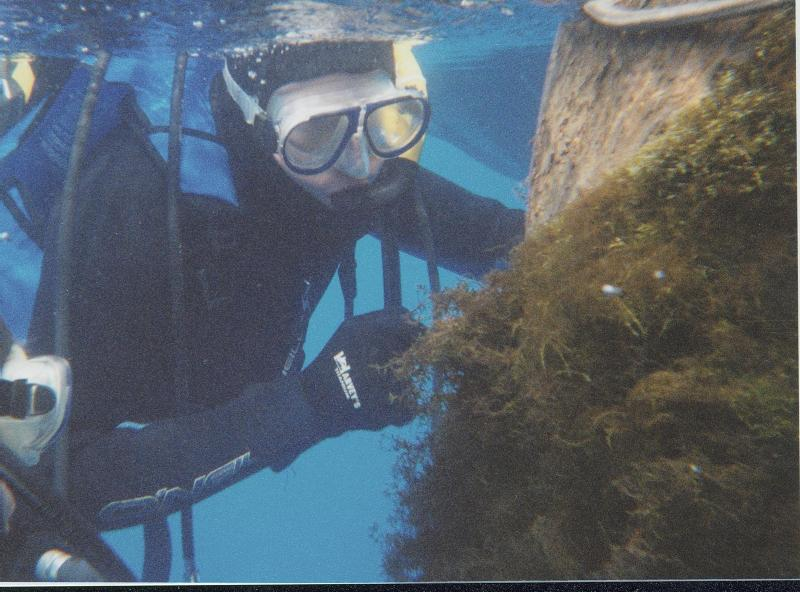